# Belotino
Belotino (macedónul: Белотино) település Észak-Macedóniában, a Délkeleti körzetben, a Sztrumicai járásban.

## Népesség
| Lakosok száma | 178  | 197  | 175  | 127  | 60   | 51   | 40   | 29   | 13   |
|               | 1948 | 1953 | 1961 | 1971 | 1981 | 1991 | 1994 | 2002 | 2021 |

- 1994-ben 80 lakosa volt.
- 2002-ben 29 lakosa volt, akik mindannyian macedónok.